# Drosophila ornata
Drosophila ornata är en tvåvingeart som beskrevs av Elmo Hardy och Kenneth Y. Kaneshiro 1969. Drosophila ornata ingår i släktet Drosophila och familjen daggflugor.
Artens utbredningsområde är Hawaii.